# Günter Schüler
Günter Schüler (* 10. Februar 1934) ist ein ehemaliger deutscher Fußballspieler. Der zumeist auf der Mittelläuferposition im damaligen WM-System agierende Abwehrspieler absolvierte von 1952 bis 1963 bei Hertha BSC in der Vertragsliga Berlin 223 Ligaspiele (2 Tore) und gewann in den Jahren 1957, 1961 und 1963 die Berliner Meisterschaft. In den Endrunden um die deutsche Fußballmeisterschaft hat er von 1957 bis 1963 11 Gruppenspiele bestritten.

## Hertha BSC
Bereits als 16-Jähriger trat Schüler der Jugend von Hertha BSC bei. Nur zwei Jahre später folgte in der Vertragsliga Berlin am 2. Spieltag der Saison 1952/53 sein Pflichtspieldebüt für die 1. Mannschaft beim 2:2 beim BFC Südring. Auch wenn er in seiner ersten Saison in 15 von 24 Spielen mitwirkte, konnte er den Abstieg in die Amateurliga Berlin nicht verhindern. Beim Wiederaufstieg unter Trainer Paul Gehlhaar in der folgenden Saison absolvierte er dann alle 28 Spiele, was neben ihm nur Günter Scheunemann und Walter Habeck schafften. Am Ende dieser Runde war er auch in den Spielen um die deutsche Amateurmeisterschaft in sechs Spielen neben Helmut Faeder gegen Phönix Lübeck, TSV Uetersen und den SV Hemelingen im Einsatz.
Die zwei ersten Runden nach der Rückkehr in die Vertragsliga tat sich die Hertha schwer, aber 1956/57 gelang der Meisterschaftserfolg. Der Start in die Endrunde um die deutsche Meisterschaft endete am 2. Juni aber im Wuppertaler Stadion am Zoo vor 42.000 Zuschauern mit einem Desaster: Die „Walter-Elf“ des 1. FC Kaiserslautern gewann das Spiel gegen den Berliner Meister mit 14:1 Toren. Gegen Herbert Schroer, Fritz Walter, Ottmar Walter, Willi Wenzel und Friedel Späth waren Kurt Manthey, Mittelläufer Schüler und Hans-Günter Schimmöller chancenlos. Das zweite Spiel wurde mit 1:3 gegen Kickers Offenbach verloren, ehe sich im dritten Gruppenspiel Titelverteidiger Borussia Dortmund bei einem knappen 2:1-Erfolg in Braunschweig schwer tat. Der BVB-Angriff mit Wolfgang Peters, Alfred Preißler, Alfred Kelbassa, Alfred Niepieklo und Helmut Kapitulski musste sich an der von Schüler angeführten Hertha-Defensive ernsthaft zum Erfolg abarbeiten, ganz im Gegensatz zum Spiel gegen den 1. FC Kaiserslautern.
Als zur Runde 1958/59 Gerhard Graf die Trainingsleitung übernahm und Lutz Steinert beim Erreichen des 3. Ranges 18 Tore erzielte, begann eine überaus erfolgreiche Zeit der Hertha und es wurde auch am 12. August 1959 mit einem 4:1 gegen den Spandauer SV der Berliner Landespokal (Fußball)|Berliner Pokal gewonnen. In den letzten vier Runden der Vertragsliga, 1959/60 bis 1962/63, wurde „Teddy“ Schüler mit seinen Mannschaftskameraden je zweimal Vizemeister (1960, 1962) und Meister (1961, 1963). In den Jahren bis zur Gründung der Bundesliga gehörte er zu den unangefochtenen Stammspielern bei der Alten Dame. Insgesamt bestritt er zwischen 1952 und 1963 223 Einsätze in der Vertragsliga Berlin, womit er, gefolgt von Helmut Faeder (218 Einsätze) und Hans-Günter Schimmöller (181 Einsätze), Herthas Vertragsliga-Rekordspieler ist.
Sein einziges Bundesligaspiel bestritt er in der Saison 1963/64 am 12. Spieltag beim 3:2-Heimerfolg gegen den 1. FC Saarbrücken. Mit der Defensivformation Wolfgang Tillich (Torhüter), Klaus Heuer, Schimmöller, Lothar Groß, Mittelläufer Schüler und Hans-Joachim Altendorff glückte der wichtige Punktgewinn zum späteren Klassenerhalt.

## Auswahlmannschaften
Nicht nur bei Hertha gehörte er zu den Leistungsträgern, auch in der West-Berliner Stadtauswahl war er einer der Stammspieler und bestritt 56 Spiele. So absolvierte er in der Saison (1961/62) auch beide Erstrunden-Spiele im Messestädte-Pokal gegen den FC Barcelona, gegen den man zwar das Hinspiel 1:0 gewinnen konnte, aber nach dem 0:3 im Rückspiel die Segel streichen musste. In beiden Spielen war die Berliner Läuferreihe mit Rudolf Zeiser, Schüler und Hans Eder gegen die Starstürmer Sándor Kocsis und Evaristo de Macedo angetreten.
Obwohl er von Sepp Herberger in den 40er-Kader der deutschen Nationalmannschaft für die Fußball-Weltmeisterschaft 1958 in Schweden berufen wurde, bestritt Teddy, wie ihn seine Mitspieler nannten, letztendlich kein einziges Länderspiel. Unmittelbar vor der Weltmeisterschaft in Schweden testete die Nationalmannschaft am 26. März 1958 in Basel mit einer B-Auswahl gegen eine Schweizer Auswahl. Beim 2:1-Erfolg der DFB-Auswahl hatte Bundestrainer Herberger folgende Defensive aufgeboten: Torhüter Günter Sawitzki, die Verteidiger Georg Stollenwerk und Friedel Späth, sowie die Läuferreihe mit Hans Sturm, Schüler und Karl-Heinz Schnellinger.

## Privates
Nach Beendigung seiner Laufbahn machte Schüler seinen Doktortitel und wurde Oberarzt in einem Berliner Krankenhaus.

## Erfolge
- Berliner Meister: 1957, 1961, 1963